# Lijst van albums van Jommeke
Dit is een lijst van alle albums van de stripreeks Jommeke.

## Eerste albums
Voordat het eerste volwaardige Jommeke verhaal verscheen, kwamen in 1957-1958 drie gag-albums uit. Deze gag-albums zijn de rechtstreekse aanloop voor de Jommekesreeks zoals we ze nu kennen. Deze albums bevatten alleen korte gags op elke pagina:
Later werden deze gags ook opgenomen in de huidige stripreeks. Het betreft de albums Dolle fratsen, Gekke grappen, De Jommekesclub, De vrolijke bende en Guitenstreken. Tot het einde van de jaren 60 van de 20e eeuw was de volgorde van de eerste vier verhalen verschillend van de nu officieel geldende volgorde. Het officiële nummer 4, "Purperen Pillen", was het nummer 1, wat een continuïteitsprobleem veroorzaakte met het toenmalige nummer 2 (het officiële nummer 1), "De Jacht op een Voetbal", waar Flip, de papegaai, niet in voorkomt, en het toenmalige nummer 3 (het huidige nummer 2), "De Zingende Aap", waarin Flip zijn eerste opwachting maakt. Het officiële nummer 4, "Purperen Pillen", werd uitgegeven als nummer 1, en het nummer 3, "De Koningin van Onderland", was nummer 4. Deze uitgaven in zwart-wit zijn schaars, en zijn tegenwoordig wel wat waard voor verzamelaars.

## Albums
1. De jacht op een voetbal
2. De zingende aap
3. De koningin van Onderland
4. Purperen pillen
5. De muzikale Bella
6. Het hemelhuis
7. De zwarte Bomma
8. De ooievaar van Begonia
9. De schildpaddenschat
10. De straalvogel
11. De zonnemummie
12. Paradijseiland
13. Het Jampuddingspook
14. Op heksenjacht
15. Het staartendorp
16. De gouden jaguar
17. Diep in de put
18. Met Fifi op reis
19. Wie zoekt die vindt
20. Apen in huis
21. Het verkeerde land
22. Het wonderdrankje
23. Dolle fratsen
24. De verloren zoon
25. De zeven snuifdozen
26. Kinderen baas
27. Geheime opdracht
28. De Samsons
29. De vliegende ton
30. Jommeke in de Far West
31. Knappe Mataboe
32. In Pimpeltjesland
33. Jacht op Gobelijn
34. Jommeke in de knel
35. Gekke grappen
36. Neuzen bij de vleet
37. De schat van de zeerover
38. Kaas met gaatjes
39. Lieve Choco
40. Anakwaboe
41. Twee halve lappen
42. De witte bolhoed
43. Filiberke gaat trouwen
44. De Jommekesclub
45. De zeepkoning
46. De tocht naar Asnapije
47. Diamanten in de zoo
48. De zilveren giraf
49. De groene maskers
50. De plastieken walvis
51. De fwietmachine
52. De zingende oorbellen
53. Het kristallen eendje
54. Broeder Anatolius
55. Tita Telajora
56. De vruchtenmakers
57. Het geheim van Macu Ancapa
58. De strijd om de Incaschat
59. De Kuko-eieren
60. Alarm in de rode baai
61. De hoed van Napoleon
62. Luilekkerland
63. Madam Pepermunt
64. De kristallen grot
65. De grasmobiel
66. De vrolijke bende
67. De slaapkop
68. De gele spin
69. Straffa Toebaka
70. De verborgen tempel
71. De sprekende ezel
72. Choco ontvoerd
73. De gekke wekker
74. De Kikiwikies
75. Prinses Pott
76. Het rode oog
77. Peuterweelde
78. Juffrouw Perlefinneke
79. Het plezante kliekske
80. De njam-njambloem
81. De luchtzwemmers
82. Opstand in Kokowoko
83. De stenen aapjes
84. De plank van Jan Haring
85. De granda papiljan
86. De lustige slurvers
87. De stad in de vulkaan
88. Jommeke in Bobbejaanland
89. Het piepend bed
90. De kleine professor
91. Prins Filiberke
92. Het aards paradijs
93. De haaienrots
94. De supervrouw
95. Melanie
96. Paniek rond Odilon
97. De valse kameel
98. De kaart van Wawa Wang
99. De grote knoeiboel
100. Het jubilee
101. Het monster in de ruïne
102. De vampier van Drakenburg
103. De bron van El Razar
104. De vlucht van Bella
105. De knook van Azmor
106. Zoete mosterd
107. De pestkopjes
108. De sidderplanten
109. Guitenstreken
110. De viool van Varazdina
111. De olijke oliemannen
112. Het ei van de smartlapvogel
113. In de greep van Mac Rum
114. Het kriebelkruid
115. De lappenpop van Anatool
116. De gelukzoekers
117. De stenen handdruk
118. De bedrogen miljonair
119. Het apencircus
120. De vlag van Lord Chester
121. De rare doedelzak
122. Het Boheems schommelpaard
123. De schat van Angkor
124. Het geheimzinnige eiland
125. Drie in een slag
126. Het bal van Mathilde
127. De watervallen van Svanjabak
128. De grote zeilrace
129. De whiskymaker
130. Het geheim van Ambiorix
131. De kippen van Gobelijn
132. De spookkrater
133. Het gekkengas
134. De prinsen van Snoby
135. De kruik van Aztrakan
136. Het monster uit de diepte
137. Apen te koop
138. De rib van Kalafar
139. De blauwe grot
140. De Chinese kast
141. De bruid van El Toro
142. De documenten van Langneus
143. Va Kwak en moe Boemel
144. De pijp van Geurig Gras
145. Het levenselixir
146. Komkommer in 't zuur
147. Het Yacochacabeeldje
148. De vliegende brigade
149. De grote puzzel
150. De gestoorde zeereis
151. Het meermonster
152. S.O.S. Benistal
153. Het hoofd van Samos
154. De hellestokers
155. De kleine vandaal
156. De superster
157. De koningin van Kachar El Nachar
158. Het probleem van Jeff Klaxon
159. De kokoskoe
160. De verdroogde bron
161. Drie toverstokjes
162. De zwarte parel
163. Het Midasmysterie
164. Het verdwenen kasteel
165. Spaghetti met kaas
166. De mandoline van Caroline
167. De appelvreters
168. Het heksenbal
169. De slangengodin
170. Het Choco-complot
171. De goudvis van Filiberke
172. Fifi in de knoei
173. Het geheim van de hoefslag
174. Het zevende zwaard
175. De verdwaalde vuurtoren
176. De snoezige dino's
177. Kwistig kwissen
178. Het bedreigde paradijs
179. Paniek op de Akropolis
180. Filicasso
181. De valse papegaai
182. Het zingende moeras
183. Berta Gobelijn
184. De kroon van Kazimir
185. De modekoningin
186. De pruik van Anatool
187. De zwarte cactus
188. De vurige inktvis
189. De koppige cobra
190. Alarm in het begijnhof
191. De magische spiegel
192. De drietand van Neptunus
193. De zilveren traan
194. Dinopolis
195. Gerommel in de Far West
196. De Elfenbron
197. Het schuimspook
198. De Kraaienburcht
199. De vergeten mijn
200. Stefanie Stekkebeen
201. De Kovonita's
202. De panda van Wanda
203. De lachende mango's
204. De verdwenen tuinkabouter
205. De kopermicroben
206. De ring van Mac Rum
207. De geniale malloten
208. Het raadsel van Kiekebilleke
209. Blinkende knopen
210. Het pompoenenkasteel
211. De geest van Anakwaboe
212. De limonadelelies
213. Zeven sterren
214. Holeman
215. De kimono van Yamamatsu
216. De laatste viking
217. Zoektocht naar Sorab
218. Het blauwe prieeltje
219. Operatie Bonsaï
220. De frietbaron
221. Wowofski
222. Strijd om de bizon
223. De komkommerprinses
224. De rare kwibussen
225. De erfenis van Sorgeloos
226. Het luchtkasteel
227. Het brein van Gobelijn
228. De goudkoorts van Anatool
229. Het slimme varken
230. Pekkie in Hollywood
231. Het Zeemeerdinges
232. Duel in Venetië
233. Paljaskof
234. De pechvogel
235. Mama Mataboe
236. De dobbelmannetjes
237. Het roze olifantje
238. Kamperen is plezant
239. Graaf Dondersteen
240. De beer op sokken
241. Nobelprijs voor Gobelijn
242. De puddingkoningin
243. Het zwarte prikgevaar
244. Groene Haring
245. Het vreemde avontuur
246. Filiberke en Biliferke
247. Krokodillentranen
248. Fifi kampioen
249. Het oké-parfum
250. Savooien op de Galapagos
251. Schattenjagers in Bokrijk
252. Het spookdorp
253. Choco verliefd
254. Paradijseiland in gevaar
255. De clanstrijd
256. De blauwe wenssteen
257. Tobias Snuffel
258. De kwakzalver
259. Storm aan zee
260. Oost west, thuis best
261. De recordjagers
262. De brulharp
263. De Keizer van Tuktut
264. De wens van Amma-Moai
265. Papegaaienbruiloft
266. Pannenkoeken van Pierehaar
267. Olmek en Toltek
268. Prins Carnaval
269. De lawaai-eter
270. De gestrande pennenzak
271. De koning van Bananopia
272. De boemerang van Kirimbir
273. Odilon vermist
274. Baron Anatolsky
275. Chaos in Pimpeltjesland
276. De onderwatertoerist
277. De babbelpil
278. Het Nianmonster
279. Fifi de speurneus
280. De Vogelvriend
281. Bollywood in Bellewaerde
282. School op stelten
283. De notenkraker
284. De redding van Doris Dada
285. In de klauwen van Prutelia
286. Missie Middelkerke
287. Het kistje van Sir Pimpeldon
288. De zwarte diamant
289. De rondekoning
290. De ideeëndief
291. Pampa en de blauwe duif
292. De roodstaartpapegaai
293. Balletkoorts
294. De wraak van de mummies
295. De Jungfrau smelt!
296. De vuurdraak
297. Speelgoed overboord
298. De schrik van Onderland
299. De Flipposaurus
300. De plasticjagers
301. Feest in Zonnedorp
302. De sneeuwmaker
303. De atchoembloem
304. Het probleem Gobelijn
305. Het verdwenen hoefijzer
306. Rubberman
307. De valse kerstman
308. Het verpeste kamp
309. De schat van niemand
310. Project Pegasus
311. De jampuddingcup
312. Zonnedorp kampioen!
313. Monster in Zonnedorp
314. Griezels in het woud
315. Rare vogels
316. Op stap met Generaal Vlamkruit
317. De ruimtereis van Piki
318. De drie geesten van Kerst
319. Bie en de superbijen
320. Het ongeluksbeeldje
321. Stoute Choco
322. Potvis Valentijn
323. Superkwak en Megaboemel
324. De sterren van Zonnedorp
325. Spoken op school
326. Grootouderbal
327. Trammelant in het Verkeerde Land
328. Het staatsgeheim

## Kortverhalen
- Herrie op de kermis (1983), herwerkt tot Drie in een slag
- De regenbom (1983), herwerkt tot Drie in een slag
- De super popzanger (1983), herwerkt tot Drie in een slag
- De valse Picasso (1985), herwerkt tot Het valse schilderij
- De fantastische vondst (1988), herwerkt tot De vliegende brigade
- De luchtfietsers (1988), herwerkt tot De vliegende brigade
- De verdroogde bron (1990), herwerkt tot De verdroogde bron
- Operatie wonderwater (1990), herwerkt tot De verdroogde bron
- De appelvreters (1991), herwerkt tot De appelvreters
- Paniek in Zonnedorp (1991), herwerkt tot De appelvreters
- De hondenjacht (1992), herwerkt tot Fifi in de knoei
- De ijsbeerbende (1992), herwerkt tot Fifi in de knoei
- Croky op bezoek (1993), reclamecampagne van Croky
- De doos van Anatool (1993), reclamecampagne van Croky
- De kleurencrisis (1993)
- De regenbom (1993), reclamecampagne van Roda
- De witte wreker (1993)
- Het valse schilderij (1993), reclamecampagne van Roda
- De zilveren garnaal (1994)
- Het gouden verkeersbord (1994)
- Het verstoorde kerstfeest (1994)
- De fantastische tombola (1995)
- Duel op skilatten (1995)
- Klavertje van vier (1995)
- De sneeuwmakers (1996)
- De vidioten (1996)
- Avontuur op Exploria (1997)
- De dansende dolfijnen (1997)
- De vliegende vloermat (1997)
- Goud voor Anatool (1997), bijlage bij de cd Jommeke 1 (1997)
- Bella ontvoerd (1998), ter publiciteit van melk
- De snoepkoning (1998)
- De taalmobiel (1998)
- De eclipsjagers (1999), als deel van De eclips met Jommeke (1999)
- De verschrikkelijke sneeuwman (1999)
- De dolende ridder (2000)
- De knechtenschool (van Anatool) (2000)
- De wijze neuzen (2000)
- Het @-virus (2000), als deel van Jommekes Internetboek (2000)
- Eurotool (2001), als deel van Jommeke en de Euro (2001)
- De luchtmobiel (2002)
- De mislukte ontvoering (2002), herwerkt tot De dobbelmannetjes
- Avontuur in de sneeuw (2002), herwerkt tot De dobbelmannetjes
- De potstampers (2003)
- Het botermelkventje (2003)
- Een beer op sokken (2003), herwerkt tot De beer op sokken
- Avontuur in Alaska (2004), herwerkt tot De beer op sokken
- Avontuur in de Ardennen (2004)
- Nog lang zal hij leven (2005), heruitgave als Lang zal hij leven ter gelegenheid van De Warmste Week (2017)
- Zeepaardjestranen (2005)
- Choco verliefd (2006), herwerkt tot Choco verliefd
- Verdwaald in de jungle (2006), herwerkt tot Choco verliefd
- De sneeuwmaker (2007), herwerkt tot De sneeuwmaker
- De verliefde papegaai 1 (2008), herwerkt tot Papegaaienbruiloft
- De verliefde papegaai 2 (2008), herwerkt tot Papegaaienbruiloft
- Jommeke For Life (2011), bundeling van zestien gags voor Music For Life
- De Jommekesmolen (2012), als deel van De technologie uitvinders (2015)
- De valse achternicht (2013), heruitgegeven als Tante Kwienie (2014)
- FC Beestenboel (2018)

## De Miekes
Eenmalige uitgave uit 2017, getiteld Zonnedorp op z'n kop, met in plaats van Jommeke de Miekes in de hoofdrollen. Het is een volwaardig album in dezelfde stijl als de reguliere reeks.

## Hommages
- Jommekes bij de vleet (door zestig striptekenaars, 2010)
- De jacht op een voetbal (door Werner Goelen, 2018) als Jomme
- Paradijseiland (door Steven Dupré, 2019) als Jomme
- De Haaienrots (door Conz, 2020) als Jomme
- In de knel én de penarie (door Jelle De Beule en Thijs De Cloedt, 2021)

## Buiten reeks
Oorspronkelijk exclusieve uitgaven van Het Nieuwsblad:
- De Vogelvriend (4 december 2012), aanvankelijk exclusief, op 8 april 2016 uitgegeven als nr. 280 in de hoofdreeks.[1]
- De Rondekoning (4 april 2015), idem, op 14 juni 2018 verschenen als nr. 289 in de hoofdreeks.[2]